# Berdicë
Berdicë là một xã trong quận Shkodër thuộc hạt Shkodër, Albania. Dân số năm 2005 là 7449 người.